# ميخائيل خوزين
الفريق ميخائيل سيميونوفيتش خوزين (بالروسية: Михаи́л Семёнович Хо́зин) وُلد في قرية سكاتشيخا التابعة لغوبرنيه تامبوف بالإمبراطورية الروسية بتاريخ 03 نوفمبر 1896 (بحسب التقويم الجديد أو 22 أكتوبر 1896 بحسب التقويم القديم)، وتوُفي بمدينة موسكو بالاتحاد السوفيتي في 27 فبراير 1979، شارك في معارك الجبهة الشرقية للحرب العالمية الثانية، واشتهر بقيادته للخطوط الدفاعية أثناء الشتاء الأول لحصار لينينغراد.

## وصلات خارجية
- ميخائيل خوزين على موقع grad-kirsanov.ru (بالروسية)
- ميخائيل خوزين على موقع victory.mil.ru (بالروسية)